# Bijjuos
Bijjuos är en sjö i Arvidsjaurs kommun i Lappland och ingår i Piteälvens huvudavrinningsområde. Sjön har en area på 0,193 kvadratkilometer och ligger 347 meter över havet. Sjön avvattnas av vattendraget Vistån (Kvarnbäcken).

## Delavrinningsområde
Bijjuos ingår i det delavrinningsområde (730300-166854) som SMHI kallar för Ovan 730406-167052. Medelhöjden är 378 meter över havet och ytan är 5,39 kvadratkilometer. Det finns ett avrinningsområde uppströms, och räknas det in blir den ackumulerade arean 38,66 kvadratkilometer. Vistån (Kvarnbäcken) som avvattnar avrinningsområdet har biflödesordning 2, vilket innebär att vattnet flödar genom totalt 2 vattendrag innan det når havet efter 158 kilometer. Avrinningsområdet består mestadels av skog (36 procent) och sankmarker (43 procent). Avrinningsområdet har 0,19 kvadratkilometer vattenytor vilket ger det en sjöprocent på 3,5 procent.